# لافترية منقطة
لافترية منقطة (الاسم العلمي:Lavatera punctata) هي نوع من النباتات يتبع جنس اللافترية من الفصيلة الخبازية.